# Ljubov Vaszilivna Nepop
Ljubov Vaszilivna Nepop (ukránul: Любов Василівна Непоп; Kijev (Szovjetunió), 1971. augusztus 23. –) ukrán filológus, diplomata, 2016-tól 2022. július 9-ig Ukrajna budapesti nagykövete.

## Pályafutása
A Tarasz Sevcsenko Kijevi Állami Egyetem filológiai karán, szláv filológia szakon végzett 1996-ban, majd az ukrán  külügyminisztériumban kezdett dolgozni az Európai és Amerikai országok főosztályán. Első külszolgálati megbízatása 1997 és 2000 között már Ukrajna budapesti nagykövetségén teljesítette, ahol attasé, majd III. titkár rangban dolgozott. Négy évre visszatért a külügyminisztériumba, a Politikai Elemzési és Tervezési Főosztályra. 2004 és 2006 között Ukrajna szófiai nagykövetségén volt tanácsos. 2007-ig ideiglenes ügyvivőként vezette a képviseletet Bulgáriában. Egy évre ismét Magyarországra helyezték, ahol követ-tanácsosi pozícióban dolgozott. 2008-tól 10-ig a NATO Főosztály helyettes vezetője volt Kijevben majd Brüsszelbe került képviseletvezető helyettesként Ukrajna Európai Unió melletti állandó képviseletén, ahol több mint fél évig, 2016 februárjáig ideiglenes misszióvezető is volt. 
2016. május 30-tól Ukrajna budapesti nagykövete – a poszt 2014, Jurij Muska távozása óta betöltetlen volt –, megbízólevelét június 10-én adta át a külügyminisztériumban.
2022. július 9-én budapesti megbízatása megszűnt. 2022. október 17-től az Ukrán Külügyminisztérium Politikai Főosztályának vezetője.